# Japan Open Tennis Championships 2010
Il Japan Open Tennis Championships 2010 è stato un torneo di tennis che si gioca sui campi in cemento all'aperto. È stata la 38ª edizione dell'evento Rakuten Japan Open Tennis Championships, che faceva parte del circuito ATP World Tour 500 series dell'ATP World Tour 2010. Gli incontri si sono tenuti all'Ariake Coliseum di Tokyo, Giappone, dal 4 ottobre all'11 ottobre 2010.

## Partecipanti ATP

### Teste di serie
| Giocatore          | Nazionalità | Ranking* | Testa di serie |
| ------------------ | ----------- | -------- | -------------- |
| Rafael Nadal       | Spagna      | 1        | 1              |
| Andy Roddick       | Stati Uniti | 10       | 2              |
| Jo-Wilfried Tsonga | Francia     | 12       | 3              |
| Jürgen Melzer      | Austria     | 13       | 4              |
| Gaël Monfils       | Francia     | 15       | 5              |
| Feliciano López    | Spagna      | 23       | 6              |
| Ernests Gulbis     | Lettonia    | 25       | 7              |
| Michaël Llodra     | Francia     | 28       | 8              |

- Le teste di serie sono basate sul ranking del 27 settembre 2010.

### Altri partecipanti
I seguenti giocatori hanno ricevuto una wild card per il tabellone principale: 
- Tatsuma Itō
- Kei Nishikori
- Gō Soeda

I seguenti giocatori sono passati dalle qualificazioni:

- Ivan Dodig
- Rajeev Ram
- Milos Raonic
- Édouard Roger-Vasselin

## Campioni

### Singolare
Rafael Nadal ha battuto in finale  Gaël Monfils per 6–1, 7–5. 
- È il 7º titolo dell'anno per Nadal, il 43° della sua carriera.

### Doppio
Eric Butorac e  Jean-Julien Rojer hanno battuto in finale  Andreas Seppi e  Dmitrij Tursunov con il punteggio di 6–3, 6–2